# Supergroup
Eine Supergroup (deutsch „Supergruppe“; von lateinisch-englisch super, ‚über‘) ist eine bekannte Band oder Musikerformation, deren Mitglieder zuvor bereits als Solisten oder Mitglieder in einer anderen bekannten Formation bekannt wurden.
Verbreitet ist die Bezeichnung in der U-Musik; Beispiele sind Cream, Crosby, Stills & Nash und die Hollywood Vampires. Der Begriff wird aber durchaus auch in der E-Musik verwendet; ein Beispiel hierfür sind Die drei Tenöre.

## Begriff
Jann Wenner, der Herausgeber des Rolling Stone, schrieb der 1966 von Eric Clapton, Jack Bruce und Ginger Baker gegründeten Band Cream den Titel der ersten Supergroup im Bereich der Popmusik zu.
Viele Supergroups gehen auf Ideen von Plattenfirmen und Managern zurück, die damit in erster Linie kommerzielle Interessen verfolgen. Daher sind die meisten „Supergruppenprojekte“ sehr kurzlebig: Die von den Managern Robert Stigwood und Chris Blackwell ins Leben gerufene Band Blind Faith veröffentlichte nur ein einziges Album; die auf eine Idee des ehemaligen Genesis-Gitarristen Steve Hackett und des Yes- und Asia-Managers Brian Lane zurückgehende Band GTR brach während der Arbeiten an ihrem zweiten Album auseinander. Eine ganze Reihe von solchen Projekten scheiterte gar, bevor die neue Band ein Album veröffentlichen konnte, darunter XYZ, eine Band mit Chris Squire und Alan White von Yes und Jimmy Page und Robert Plant von Led Zeppelin.

## Abgrenzungsprobleme
In manchen Musikgenres bzw. -szenen ist es üblich, dass die Musiker häufig die Bands wechseln. So spielte etwa der Bassist und Sänger John Wetton unter anderem bei Mogul Thrash, King Crimson, Roxy Music, Uriah Heep, Family, U. K., Wishbone Ash und Asia, von denen allerdings nur U. K. und Asia als Supergroups gelten können. Die anderen Bands hatten bereits zuvor existiert und waren zum Zeitpunkt seiner Aufnahme als Bandmitglied nicht explizit als Supergroup gegründet worden.
Berührungspunkte gibt es auch zu den zahlreichen Duettprojekten bekannter Sänger sowie zu kurzzeitigen Zusammenarbeiten bekannter Musiker, die von vornherein zeitlich begrenzt sind. Beides kann nicht zu den Supergroups gezählt werden.

## Beispiele
„Supergroup“ werden seit der zweiten Hälfte der 1960er-Jahre genannt:
- Asia (seit 1981), mit Steve Howe von Yes, Carl Palmer von ELP, Pat Thrall, u. a.
- Bad Company (seit 1973), mit Paul Rodgers und Simon Kirke beide von Free, Mick Ralphs (Mott the Hoople), Boz Burrell (King Crimson)
- Band Aid, eine Wohltätigkeits-Supergruppe zu verschiedenen Anlässen
- Black Country Communion (2010–2019)
- Blind Faith (1969), mit Eric Clapton (Yardbirds, John Mayalls Bluesbreakers, Cream), Ginger Baker (Graham Bond Organization, Cream), Steve Winwood (The Spencer Davis Group, Traffic) sowie Ric Grech (Family)
- Boygenius (seit 2018) mit Julien Baker, Phoebe Bridgers und Lucy Dacus
- Chickenfoot (seit 2008)
- Cream (1966), mit Eric Clapton, Jack Bruce (John Mayalls Bluesbreakers, Manfred Mann), sowie Ginger Baker
- Crosby, Stills and Nash (1968) mit David Crosby (The Byrds), Graham Nash (The Hollies), Stephen Stills und Neil Young (beide zuvor bei Buffalo Springfield)
- De Toppers (seit 2005)
- Emerson, Lake and Palmer (1970–1998), mit Keith Emerson (The Nice), Greg Lake (King Crimson) und Carl Palmer (The Crazy World of Arthur Brown, Atomic Rooster)
- Hollywood Vampires (seit 2015) aus Alice Cooper (Solo und als Sänger von Alice Cooper), Johnny Depp (Schauspieler), Joe Perry (Gitarrist von Aerosmith), Tommy Henriksen (Gitarrist unter anderem für Alice Cooper) und anderen wechselnden, bekannten Musikern
- Humble Pie (1969), gebildet aus prominenten Solisten der damaligen Bands Small Faces, The Herd, Spooky Tooth und Apostolic Intervention[5]
- Living Loud (2003–2005) mit Steve Morse, Don Airey, Bob Daisley, Lee Kerslake und Jimmy Barnes
- Notting Hillbillies (1989–1998) mit Mark Knopfler und Guy Fletcher von den Dire Straits, Brendan Croker (The Mekons), Marcus Cliffe (The Manfreds), Paul Franklin u. a.
- Power Station (1984–1997) mit John Taylor (Duran Duran), Andy Taylor (Duran Duran), Robert Palmer, Tony Thompson (Chic), Bernie Edwards (Chic), Michael Des Barres
- Prophets of Rage (2016–2019) aus Tom Morello, Tim Commerford, Brad Wilk (alle Rage Against the Machine), Chuck D (Public Enemy) und B-Real (Cypress Hill)[6][7]
- Silk Sonic (seit 2021) mit Anderson Paak und Bruno Mars
- The Dead Weather (seit 2009) mit Jack White, (The White Stripes/The Raconteurs), Alison Mosshart (The Kills), Dean Fertita (Queens of the Stone Age) und Jack Lawrence (The Raconteurs/The Greenhornes)
- The Highwaymen (1985–1995) mit Waylon Jennings, Willie Nelson, Johnny Cash und Kris Kristofferson
- The Honeydrippers (1981–1984) mit Robert Plant, Jimmy Page (beide Led Zeppelin), Jeff Beck, Nile Rodgers, Dave Weckl, u. a.
- Them Crooked Vultures (seit 2009) mit Josh Homme (Queens of the Stone Age, Kyuss), John Paul Jones (Led Zeppelin) und Dave Grohl (Foo Fighters, Queens of the Stone Age, Nirvana)
- Traveling Wilburys (1988–1990) mit George Harrison (Beatles), Jeff Lynne (Electric Light Orchestra), Bob Dylan, Roy Orbison und Tom Petty (Tom Petty & the Heartbreakers)